# Pharaphodius infinitus
Pharaphodius infinitus är en skalbaggsart som beskrevs av Schmidt 1920. Pharaphodius infinitus ingår i släktet Pharaphodius och familjen Aphodiidae. Inga underarter finns listade i Catalogue of Life.